# Vicente García de Mateos
Vicente García de Mateos Rubio (Manzanares, 19 september 1988) is een Spaans wielrenner. Zijn broer Raúl is eveneens wielrenner.

## Belangrijkste overwinningen
2015
1e etappe Ronde van Portugal
2016
Puntenklassement Grote Prijs Liberty Seguros
5e etappe Ronde van Portugal
2017
Clássica Aldeias do Xisto
8e etappe Ronde van Portugal
Puntenklassement Ronde van Portugal
2018
2e, 8e en 10e etappe Ronde van Portugal
Puntenklassement Ronde van Portugal

## Ploegen
- 2009 –  Andorra-Grandvalira
- 2013 –  Matrix Powertag (vanaf 23-8)
- 2014 –  Louletano-Dunas Douradas
- 2015 –  Louletano-Ray Just Energy
- 2016 –  Louletano-Hospital de Loulé
- 2017 –  Louletano-Hospital de Loulé
- 2018 –  Aviludo-Louletano-Uli
- 2019 –  Ludofoods Louletano Aviludo
- 2020 –  Aviludo - Louletano
- 2021 –  Antarte-Feirense
- 2022 –  Aviludo-Louletano-Loulé Concelho
- 2023 –  Aviludo-Louletano-Loulé Concelho

Alves · Aznar · Brito Da Costa · El Allaoui · Escobar · R.García de Mateos · V.García de Mateos · H.López · X.López · Moa · Pérez · Poezanov · Prades · Punzano · Ramos · Rovira · Torrent · Tsjoezjda · Vallejo
Benta · de Segovia · Dueñas · Evangelista · García · García de Mateos · Isidoro · Jorge · Mestre · Pinto · Rodrigues · Sabido · Valinho
Benta · Cañada · Cantero · de Segovia · Evangelista · García de Mateos · Isidoro · Magalhães · Sánchez · Pinto · Pires · Rodrigues · Silva · Teruel
Barbosa · de la Fuente · Evangelista · Fernandes · García de Mateos · Hernández · Mendonça · Pérez · Rodrigues